# Teoria spisku (film)
Teoria spisku – amerykański film akcji z 1997 w reżyserii Richarda Donnera. 
Scenariusz został napisany przez Briana Helgelanda i koncentruje się wokół kierowcy taksówki, który uważa, iż rządowe agencje mają wpływ na wiele wydarzeń we współczesnym świecie.

## Obsada
- Mel Gibson jako Jerry Fletcher
- Julia Roberts jako Alice Sutton
- Patrick Stewart jako Dr Jonas
- Cylk Cozart jako Agent Lowry
- Steve Kahan jako Pan Wilson
- Pete Koch jako Fire Captain
- Dean Winters jako Cleet
- Sean Patrick Thomas jako Operator kamer
- Joan Lunden jako Prezenter telewizyjny
- Rick Hoffman jako Strażnik
- Richard Donner jako Pasażer taksówki